# Terrone

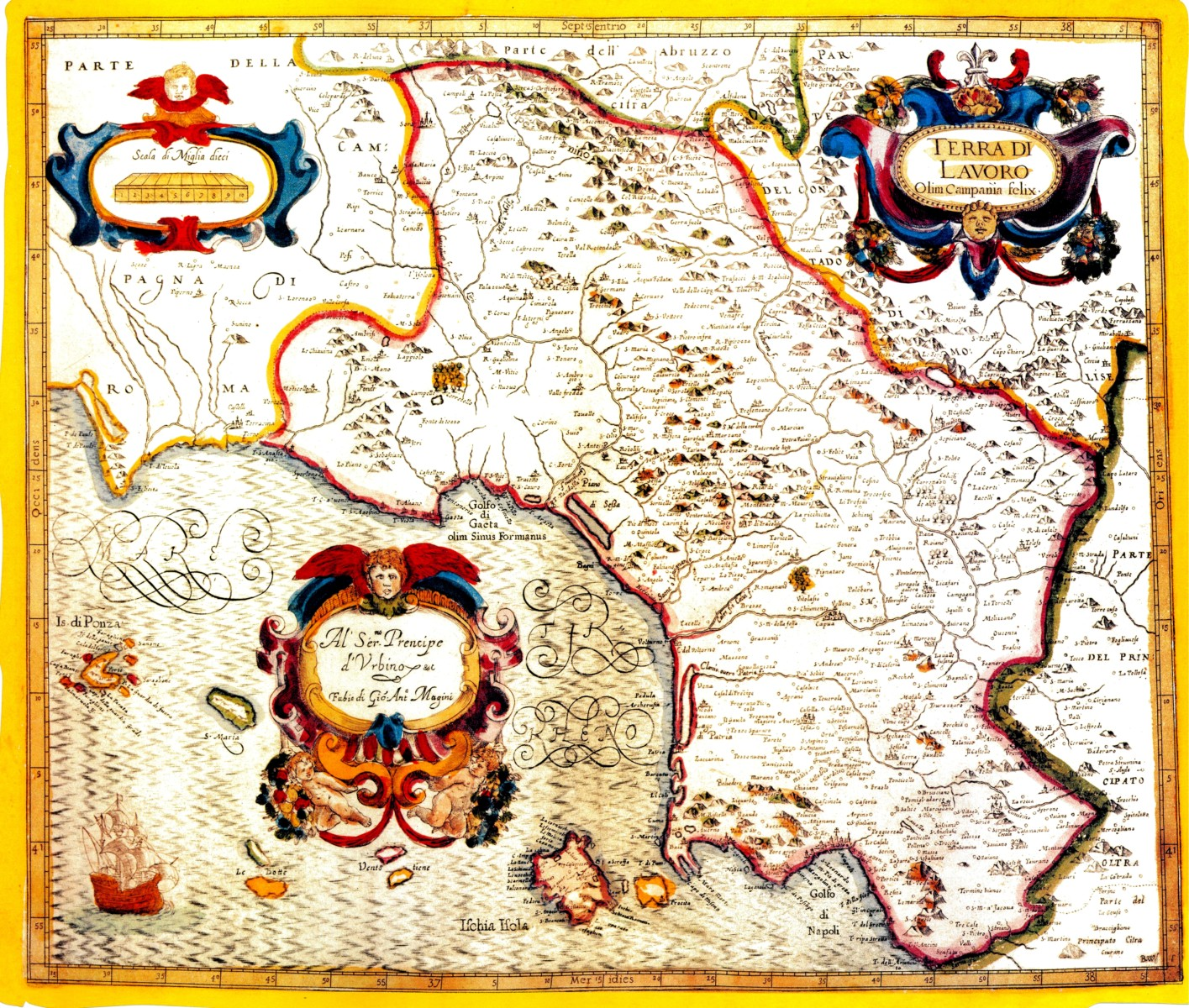
La Terra di Lavoro al segle XVIII, insistint en l'anomenada Campania Felix.

Terrone (masculí) o terrona (femení) és un epítet de la llengua italiana amb el qual els habitants del nord d'Itàlia indiquen despectivament els habitants del sud d'Itàlia. Originalment, tenia una connotació explícitament despectiva i racista, però ha estat en part reivindicat pels meridionals, que ho utilitzen amb un significat de broma. Es testimonien diverses variants, molt esteses en les llengües regionals del nord, com ara taron en piemontès, terún en llombard i llígur, tarùn en vènet i terón en furlà. Als cantons italófones de Suïssa el terme s'utilitza amb un to despectiu per referir-se a tots els ciutadans de nacionalitat italiana, sense distinció geogràfica o regional.
El terme prové de terra, amb desenvolupaments històrics no sempre clars, i potser es lligava en el passat als noms de zones del sud com ara la Terra di Lavoro (a Campània) o la Terra di Bari i la Terra d'Otranto (a Pulla). La paraula va ser registrada per primera vegada l'any 1950 per Bruno Migliorini, en un apèndix del Dizionario moderno d'Alfredo Panzini.

## Etimologia i història
Segons el Grande dizionario della lingua italiana (GDLI), el terme terrone deriva de terra, amb el sufix -one. El Dizionario etimologico della lingua italiana (DELI) el defineix com un corònim referit a la Terra di Lavoro, és a dir, la Campània antiga (Campania Felix), una vasta àrea de treball agrícola al Regne de Nàpols i de les Dues Sicílies, o a les altres "terre" (terme que designava algunes províncies) del Regne de Nàpols, com ara la Terra di Bari o la Terra d'Otranto. La referència a la terra també s'explica de manera diversa pel GDLI com a "menjaterra", "persona de color de pell fosc, semblant a la terra" o "nativa de terres propenses als terratrèmols"; s'ha plantejat, en aquest sentit, que el terme "terrone" podria haver sorgit com una sincràsi de terre[moto] i [meridi]one (terratrèmol i meridió).
El DELI dona fe de la presència del cognom Terronus a partir del segle XIII a Caffa, una colònia genovesa en Crimea. El DELI també planteja la hipòtesi que indicava l'origen de la  di Lavoro i que estava connectat amb el terme castellà terrón ('sod'). A França, el cognom consta com a Terrón i en les variants Therond, Teron i Terrony.
En determinats contextos, el "signore terrone" (lit. ‘senyor terrone’) també s'utilitzava en referència al terratinent proprietari de latifundis i de servants (anomenats com a "servo terrone", lit. ‘serf terrone’). Ja entre les Lettere al Magliabechi, l'erudit bibliotecari Antonio Magliabechi (1633-1714) va escriure (CXXXIV-II-1277): 
| « | (italià) Quattro settimane sono scrissi a Vostra Signoria illustrissima e l'informai del brutto tiro che ci fanno questi signori teroni di volerci scacciare dal partito delle galere, contro ogni equità e giustizia, già che ho lavorato tant'anni per terminarlo, e ora che vedano il negozio buono, lo vogliono per loro | (català) Fa quatre setmanes vaig escriure a Vostra Senyoria Il·lustríssima i li vaig explicar la maldat que ens estan fent aquests senyors terroni: volen excloure’ns del sector de les galeres, en contra de tota equitat i justícia, tenint en compte que he treballat durant anys per acabar aquest projecte. I ara que veuen que l’assumpte és rendible, el volen tot per a ells. | » |

A partir del segle XX, coincidint amb un període de forta emigració interna del sud cap al nord, el terme "terrone" va començar a utilitzar-se al nord d'Itàlia per anomenar els meridionals, amb especial referència als emigrants que buscaven feina. El terme es va estendre als grans nuclis urbans i camps del nord d'Itàlia amb connotacions sovint molt despectives i insultants, i és comparable a altres paraules en la llengua italiana que designen els treballadors agrícoles (com ara "villano", "zotico", "burino" i "cafone"). El terme "terrone" s'ha ampliat ara per incloure els mateixos toscans en la llengua dels habitants de les regions del nord de la Toscana.

### Terronecom un insult

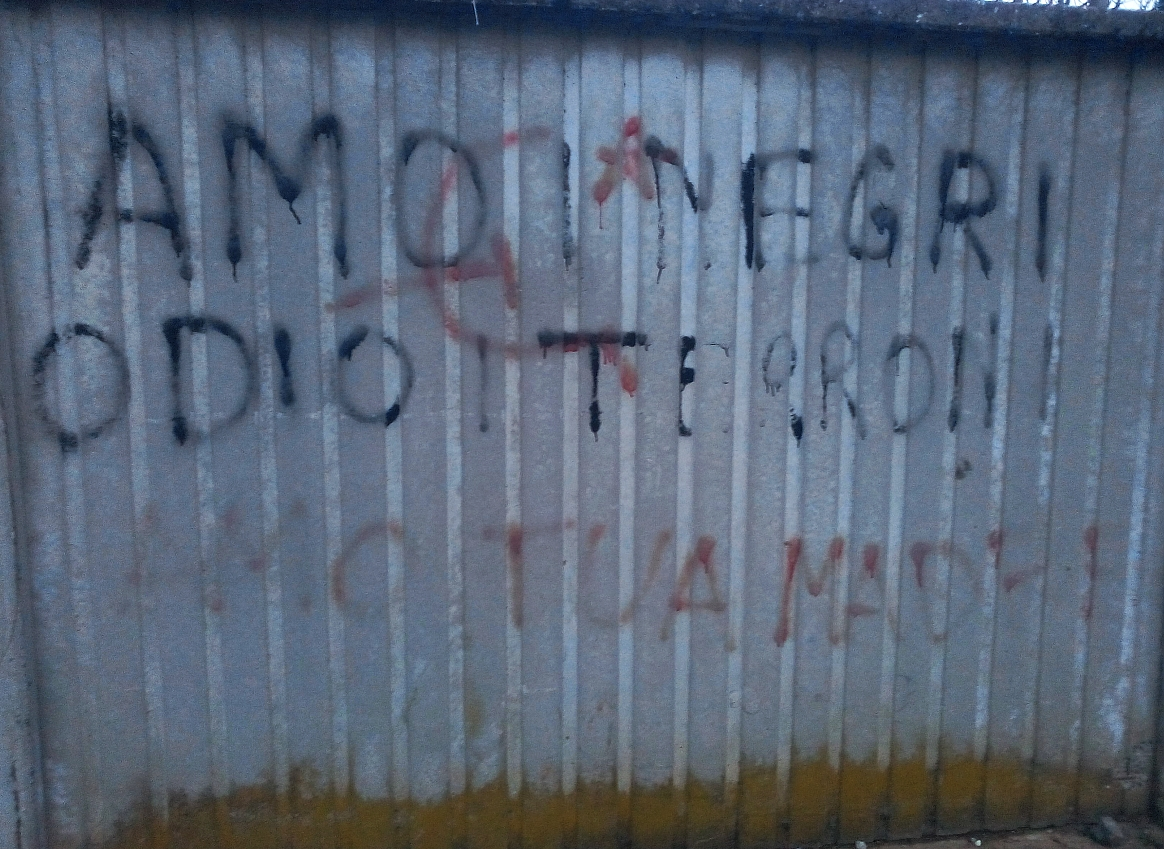
Grafit racista en una paret a Caselette, en Piemont: Amo i negri, odio i terroni ("Estimo els negres, odio els terroni). A sota, en vermell, algú ha respost amb Amo tua madre ("Estimo la teva mare").

L'ús de la paraula "terrone" com a insult, i no com a terme etnogràfic, ha estat històricament font de malentesos, ja que la població del nord de la península italiana l'utilitza amb intenció ofensiva. En una causa judicial de 2005, el Tribunal Suprem de Cassació va confirmar una sentència del jutge de pau de Savona que reconeixia la intenció discriminatòria d'una persona que usava el terme per definir una altra persona, condemnant la primera a indemnitzar la part ofesa per danys morals. Encara que el terme continua sent en gran part percebut com a despectiu i racista, també ha estat sotmès a un procés de reavaluació i ús en clau identitària o de broma per part d'alguns italians del sud, especialment entre els que van emigrar al nord.

### Derivats
La paraula "terrone" hauria generat el terme d'estima terroncino, el diminutiu terroncello i, finalment, l'encara més despectiu terronaccio. Bruno Migliorini al seu llibre Parole e storia documenta que ja durant la Segona Guerra Mundial “fins i tot es va encunyar a Trento Terronia per indicar el sud d'Itàlia, el principal proveïdor de buròcrates i policies”. L'adjectiu terronico va ser encunyat per indicar “allò que concerneix els meridionals”. Terronese va ser encunyat per indicar la varietat meridional de l'italià.

### Estereotips i extensions
Sovint s’associen a l’epítet terrone característiques personals negatives, com ara ignorància, poca voluntat de treballar, menyspreu per algunes normes higièniques i, sobretot, cíviques. De manera similar, sobretot en algunes accepcions col·loquials, el terme ha anat adquirint cada cop més el significat de "persona basta", és a dir, sense gust a l’hora de vestir, poc elegant i ordinària, amb maneres rústiques i maleducades, mantenint-se com un insult amb clars objectius discriminatoris.

## En la cultura italiana

### En la literatura
El terme terrone ha estat utilitzat sovint en la literatura italiana del segle XX per autors coneguts en diverses de les seves obres.
- Marino Moretti: «No els volien, cap d'ells, al vetllador del funeral, quatre o cinc empleats d'alt nivell, bona gent, amics, companys i, per variar, terroni».
- Anna Banti: «A la llum vermellosa de la bombeta encesa (ja era de nit) va veure que la terrona tornava a remenar a la bossa.»
- Giuseppe Marotta: «Nosaltres els terroni intentem acostumar-nos als carrers de Milà".
- Cesare Pavese: «Sabia cantar, també tocar, per què no intentar ser un artista, com aquells terroni que estaven sota els seus peus?»
- Beppe Fenoglio: «Els del nord, primer els emilians, van atacar els del sud, terroni, bruts, terra de canonades, abissins!»
- Aldo Busi: «Una teruna bruta és una teruna bruta encara que sigui notària.»
- Pier Vittorio Tondelli : «Poc després arriben els terroni i envaeixen la taula portant més cadires. La Giusy està a punt d'aixecar-se, no li agrada la nova companyia amb Salvino com a capità.»
- Giovanni Arpino : ""Molta boira?" "Humitat. Tones d'ella. Excel·lent per als meus ossos terrenals", va menysprear Tramontano.»
- Giovanni Pirelli : «Una vegada li vaig dir: els meridionals som així, fem broma a la nostra manera. I ella: de cap manera meridionals; terroni, terronacci.»
- Dino Buzzati : «"No sé si de Nàpols o de Calàbria", diu Luisella, l'anomenaven la terroncina»
- Beppe Fenoglio : "En Johnny es va trobar amb un terroncino que estava consternat per una jaqueta que li arribava als genolls i van estar contents amb l'intercanvi immediat".
- Pier Paolo Pasolini : «En aquelles barraques vivien els terroni que treballaven els camps per una bufa».

### En la música
| «                              | (napolità) E si te chiammane terrone t''e vantà nun he suffrì | (català) I si t’anomenen terrone, t’has de vantar, no has de patir. | » |
| — Nino D'Angelo, Bravo Ragazzo |                                                               |                                                                     |   |

| «                                          | (italià) Noi siamo qui, non sente alcuno. El me diseva 'sto brütt terún | (català) Nosaltres som aquí, no sent ningú. Em deia aquest brut terrone | » |
| — Giorgio Strelher i Fiorenzo Carpi, Ma mi |                                                                         |                                                                         |   |

| «                          | (llombard) Hann finì de tribulà sti terùn, sti terùn | (català) Han acabat de tribolar, aquests terroni, aquests terroni | » |
| — Cochi i Renato, Il bonzo |                                                      |                                                                   |   |

| «                                            | (italià) Chi è stato multato, chi odia i terroni, chi canta Prévert, chi copia Baglioni | (català) Qui ha estat multat, qui odia els terroni, qui canta Prévert, qui copia Baglioni | » |
| — Rino Gaetano, Ma il cielo è sempre più blu |                                                                                         |                                                                                           |   |

| «                  | (napolità) Terrone, ignorante, magnate 'o ssapone, lavate cu ll'idrante | (català) Terrone, ignorant, menja't el sabó, renta't amb l'hidrant | » |
| — 99 Posse, Napoli |                                                                         |                                                                    |   |

| «                            | (italià) Io quando andavo a scuola da bambino la gente nella classe mi chiamava marocchino, terrone, muto! Torna un po' da dove sei venuto! E questa è la prima roba che ho imparato in assoluto | (català) Quan vaig anar a l'escola de petit, la gent de la classe em deia marroquí, terrone, mut! Torna a on has vingut! I això és el primer que he après | » |
| — Sangue Misto, Lo straniero | | |   |

- Italiano Terrone Che Amo, títol d'una cançó dels Skiantos de Bolonya.
- Terron Fabio és el nom artístic de Fabio Miglietta dels Sud Sound System.
- En 2018 el grup musical milanès Il Pagante va estrenar la cançó Il terrone va di moda (lit. ‘El terrone està de moda’)